# 南蘇丹國徽
南蘇丹國徽，是在2011年南蘇丹獨立以後所採用。中央為一隻非洲魚鷹。飾帶以英文書有「南蘇丹共和國」和國家格言「正義，自由，繁榮」。

### 历史沿革
2005年至2011年期间，南苏丹自治区使用由苏丹国徽组成的徽章，徽章周围环绕着“南苏丹政府”和“GOSS”字样。 苏丹国徽上描绘了一只手持传统盾牌的蛇鹫。徽章上有两幅卷轴，上方是国家格言“我们的胜利”，下方是英文国名“苏丹共和国”。南苏丹自治政府的一些机构和办事处也使用了另一种徽章。这种徽章与邻国英联邦国家肯尼亚和乌干达的徽章相似。它描绘了一个传统的非洲盾牌，上面有南苏丹国旗的设计，中间有长矛交叉。盾牌由鲸头鹳和犀牛支撑。盾牌上描绘了当地的农作物和尼罗河的河水，上面有一幅卷轴，上面写着“正义、平等、尊严”的座右铭。

南苏丹自治政府 (2005–2011)
非正式国徽 (2005–2011)

## 其他徽章
- 南苏丹军徽
- 南苏丹国籍标志
- 南苏丹国籍标志之二
- 南苏丹自治政府徽章（2005-2011）
- 南苏丹自治政府徽章（2005-2011）
- 非官方的盾形纹章（2005-2011）